# Sybra subgeminata
Sybra subgeminata är en skalbaggsart som beskrevs av Stefan von Breuning 1957. Sybra subgeminata ingår i släktet Sybra och familjen långhorningar.
Artens utbredningsområde är Madagaskar. Inga underarter finns listade i Catalogue of Life.